# Юрій Всеволодович
Юрій (Георгій) ІІ Всеволодович (26 листопада 1188 — 4 березня 1238) — великий князь Володимирський (1212—1216, 1218—1238), князь городецький (1216—1217), князь суздальський (1217—1218). Третій син великого князя Володимирського, Всеволода Велике Гніздо від першого шлюбу з Марією Шварнівною. Канонізований РПЦ в лику благовірних князів.

## Біографія
Через конфлікт між Всеволодом Юрійовичем і його старшим сином, Костянтином Всеволодовичем, Юрій у 1211 році був затверджений спадкоємцем і став великим князем владимирським після смерті батька. Зазнавши поразки в липицькій битві 1216 року, Юрій поступився князюванням Костянтину, отримавши в спадок Радилів, а потім і Суздаль. Після смерті Костянтина (1218) знову зайняв великокняжий стіл. Незважаючи на зростання кількості уділів в Північно-Східній Русі, Юрій зберіг політичну єдність Владимиро-Суздальського князівства. В результаті успішного походу на Волзьку Булгарію у 1220 році він значно розширив територію князівства на схід. У 1221 заснував Нижній Новгород, в 1226—1232 рр. провів ряд вдалих походів в землі мордви, посилив свої позиції в Новгородській феодальній республіці, Рязанському князівстві та ін. 
Загинув 1238 року у битві з монголо-татарськими військами на річці Сіть.

## Сім'я
Дружина з 1211 р. Агафія Всеволодівна (близько 1195 — 1238), донька Великого князя Київського і Чернігівського Всеволода Святославича Чермного.
Сини:
- Всеволод Юрійович (1212 / 1213 — 1238), князь Новгородський. Одружений з 1230 рік а на Марині, доньці Володимира Рюриковича. Підступно убитий в ставці Батия під час переговорів перед взяттям Володимира монголами.
- Мстислав Юрійович (після 1213 — 1238), одружений з 1236 а на Марії (1220 - 1238) (походження невідоме). Загинув під час взяття Володимира монголами.
- Володимир Юрійович (після 1218 — 1238), князь Московський, одружений з 1236 а на Христині (1219 — 1238) (походження невідоме, ймовірно — з роду Мономаховичів). Убитий під час облоги Володимира монголами.

Доньки:
- Добрава (1215 — 1265) 1226 р. видана заміж за князя Волинського Василька Романовича, завдяки цьому виявилася єдиною, хто вижив після розорення татаро-монголами Володимира (1238 рік) нащадком Юрія Всеволодовича.
- Феодора Юріївна (1229 — 1238), вбита під час взяття Володимира монголами.